# Main Divide Cycle Race
La Main Divide Cycle Race est une course cycliste néo-zélandaise disputée autour de Darfield. Créée en 2003, elle est organisée par Pegasus Cycling Incorporated. Le parcours débute sur les plaines de Canterbury pour finir au "The Main Divide" (908 m d'altitude), juste au nord du village d'Arthur's Pass. 
Le dénivelé total de la course est de 1 660 m.

## Palmarès
| Année | Vainqueur       | Deuxième         | Troisième         |
| ----- | --------------- | ---------------- | ----------------- |
| 2003  | Greg Henderson  |                  |                   |
| 2004  | Ben Robson      | Mark Bailey      | Brian Fowler      |
| 2005  | Oliver Pearce   | Brian Fowler     | Andrew Williams   |
| 2006  | Scott McDonnell | Brad McFarlane   | Tom Watson        |
| 2007  | Oliver Pearce   | Edward Barrett   | Nathan Smith      |
| 2008  | Joe Chapman     | Sam Horgan       | Terry Moes        |
| 2009  | Daniel Barry    | James Early      | Leon Hextall      |
| 2010  | Michael Vink    | Heath Blackgrove | Thomas Hubbard    |
| 2013  | Michael Vink    | Richard Lawson   | Daniel Whitehouse |
| 2014  | Michael Vink    | Reon Nolan       | Daniel Barry      |
| 2015  | Scott Thomas    | Tim Rush         | Richard Lawson    |
| 2018  | Sam Horgan      | Ben Robertson    | Ollie Jones       |
| 2021  | Ollie Jones     | Guy Yarrell      | Michael Vink      |